# Поперечная Вулканическая Сьерра
Попере́чная Вулкани́ческая Сье́рра (исп. Eje Volcánico Transversal), также известный как Транс-мексиканский вулканический пояс — один из наиболее крупных вулканических поясов на Земле. Расположен на юге центральной Мексики от западного до восточного побережья между Тихим океаном и Мексиканским заливом. Длина около 900 км, ширина 50—100 км. Некоторые из самых высоких пиков имеют круглогодичный снежный покров.

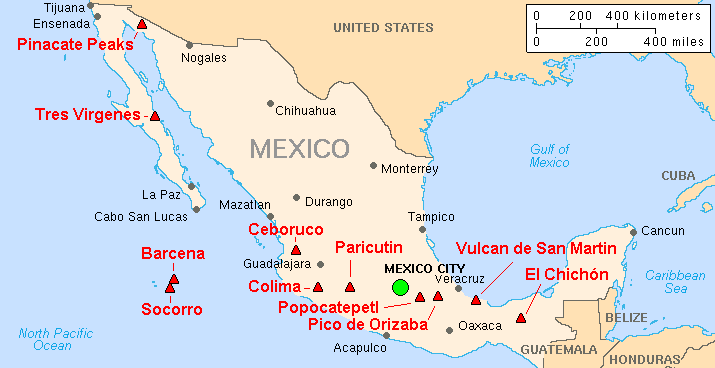
Основные вулканы в Мексике

Пояс проходит с запада на восток через штат Халиско, север Мичоакана, юг Керетаро, штат Мехико, юг Идальго, север Морелоса, штаты Пуэбла и Тласкала и центр Веракруса. К северу от пояса расположено Мексиканское нагорье, ограниченное хребтами Сьерра-Мадре Восточная и Сьерра-Мадре Западная. Вулканы Кофре де Пероте и Пик Орисаба располагаются на территории штатов Пуэбла и Веракрус в месте объединения Транс-мексиканского вулканического пояса с системой Сьерра-Мадре Восточная. К югу лежит река Бальсас, разделяющая Поперечную Вулканическую Сьерру и хребет Сьерра-Мадре Южная.
Высочайшая вершина пояса (и всей Мексики) — Пик Орисаба (5636 м). Эта и другие доминантные вершины пояса являются активными или спящими вулканами. Другие крупные вулканы (с запада на восток): Невадо-де-Колима (4339 м), Парикутин (2774 м), Невадо-де-Толука (4577 м), Попокатепетль (5452 м), Истаксиуатль (5286 м), Ла-Малинче (4461 м), Кофре-де-Пироте (4282 м) и Сьерра-Негра (4580 м).